# Аид

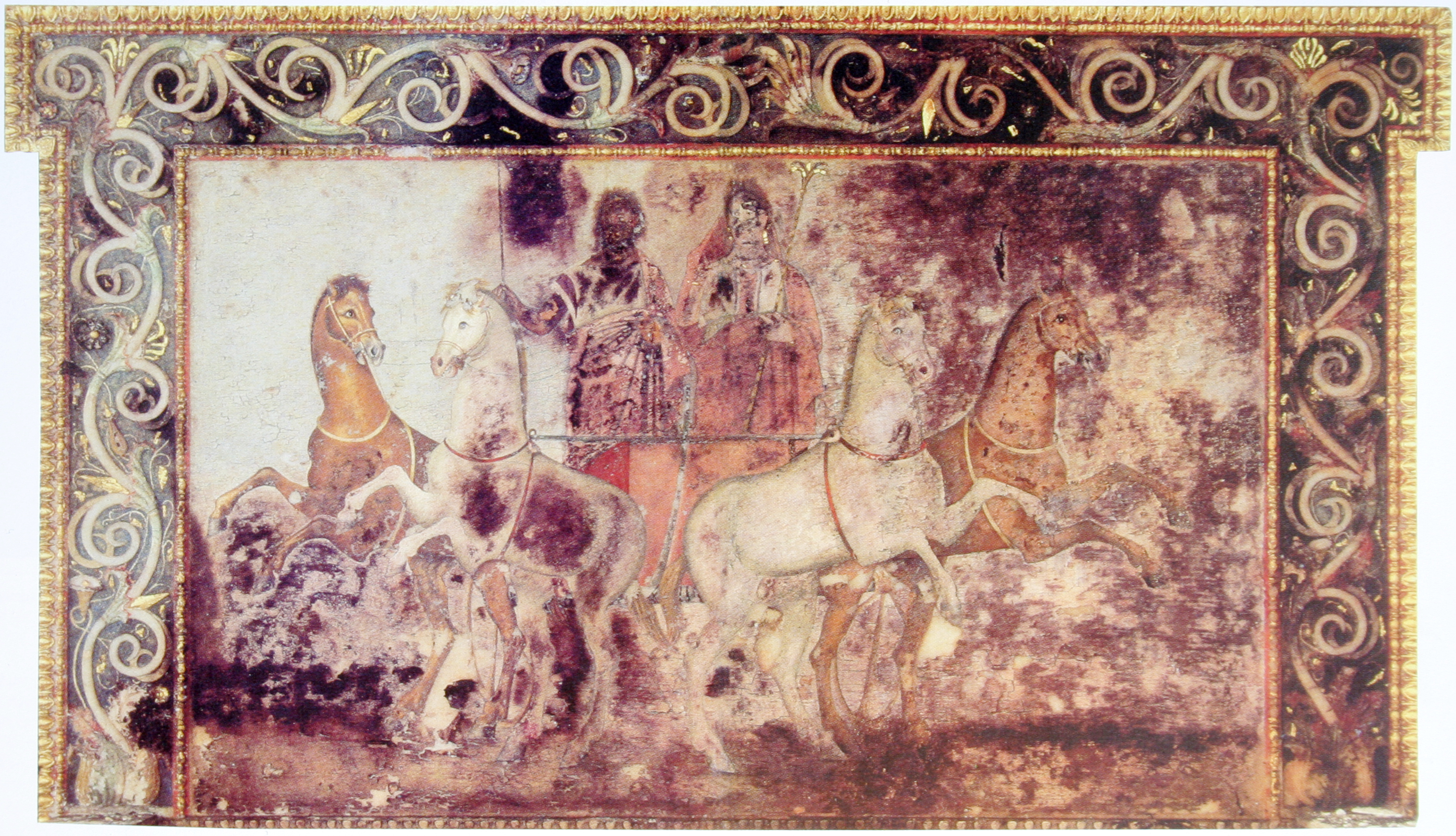
Аид и Персефона, едущие на колеснице. Фреска из гробницы македонской царицы Эвридики I в Вергине, Греция, IV век до н. э.

Аи́д (др.-греч. Ἀΐδης (Aides) или ᾍδης, или Гаде́с; у римлян — Плуто́н, др.-греч. Πλούτων (Ploúton), лат. Pluto «богатый»; также Дит лат. Dis или Орк лат. Orcus) в древнегреческой мифологии — верховный бог смерти и подземного царства мёртвых. Старший сын Кроноса и Реи и старейший из Олимпийских богов; брат Зевса, Посейдона, Геры, Деметры и Гестии. Супруг Персефоны, вместе с ним почитаемой и призываемой.

## Имя
Происхождение имени бога точно не выяснено; во всяком случае, оно ассоциировалось с др.-греч. ἀϊδής «невидимый», ἀΐδιος «вечный», ἀϊδνός «мрачный», αἰδοῖος «почтенный, сострадательный»; αἰδώς, «благоговейный страх, почтение», но и «милосердие»; ἀΐδηλος «делающий невидимым», то есть «губительный», или же «невидимый, неведомый, таинственный, мрачный».

## Мифология
Согласно Гесиоду, когда Аид родился, отец проглотил его, как и всех своих детей (по версии Гигина, он был сброшен отцом в Тартар). После раздела мира между тремя братьями (Зевс, Посейдон и Аид), после одержанной победы над титанами Аиду досталось в удел подземное царство и власть над тенями умерших. Аид считался божеством подземных богатств и плодородия, дарующих урожай из недр земли.
Согласно Гомеру, Аид сам стережёт своё царство. Гомер называет Аида «щедрым» и «гостеприимным», так как смертная участь не минует ни одного человека. В олимпийской мифологии Аид является одним из двенадцати олимпийцев, а также входит в число трёх основных богов, поделивших между собой мир после войны с титанами.
Гомер, называющий его также Зевсом Подземным, описывает Аида исключительно в качестве бога смерти и представляет его лично стерегущим врата своего царства (πυλάρτης (pylártis)).
Будучи богом смерти, Аид вызывал страх: само имя его греки и римляне табуировали, так как боялись произносить, заменяя его различными эвфемистическими эпитетами, среди прочих, и обозначением Плутон, вошедшим в употребление ещё в V веке до н. э. и окончательно вытеснившим первоначальное имя Аид, употреблявшееся как единственное Гомером. Таким образом, фигура Аида «вобрала» в себя образ бога Плутоса, первоначально самостоятельного божества богатства и плодородия. В связи с этой интеграцией и вместе с переменой имени произошла и перемена самого представления об Аиде, значительно смягчившая его безотрадное и неумолимое существо. Вероятно, под влиянием элевсинских мистерий ему стали приписываться качества бога богатства (хранителя подземных сокровищ) и плодородия в связи с мистико-аллегорическим сравнением судьбы хлебного зерна (как бы погребаемого в момент посева, чтобы воскреснуть для новой жизни в колосе) с загробною судьбою человека.
Супруга Аида, Персефона, также считалась покровительницей плодородия и богиней царства мёртвых.
В различных сказаниях упоминается волшебная шапка (шлем) Аида (Ἄϊδος κυνέην (Aidos kunéin) — собств. род башлыка из шкуры животного), имевшая свойство делать надевшего её невидимым (аналогично «шапке-невидимке» из русских и немецких сказок). Она была подарена Аиду циклопами за то, что он (по приказу Зевса) освободил их. Этой шапкой пользовались также Зевс — во время битвы с титанами; Персей, убивая Медузу Горгону; Афина, помогая Диомеду против Арея, чтобы не быть узнанною последним; в гигантомахии эта шапка покрывает голову Гермеса.
Скипетр Плутона изображает трёх псов. У Гераклита Аид отождествлялся с Дионисом.

### Аид и Персефона

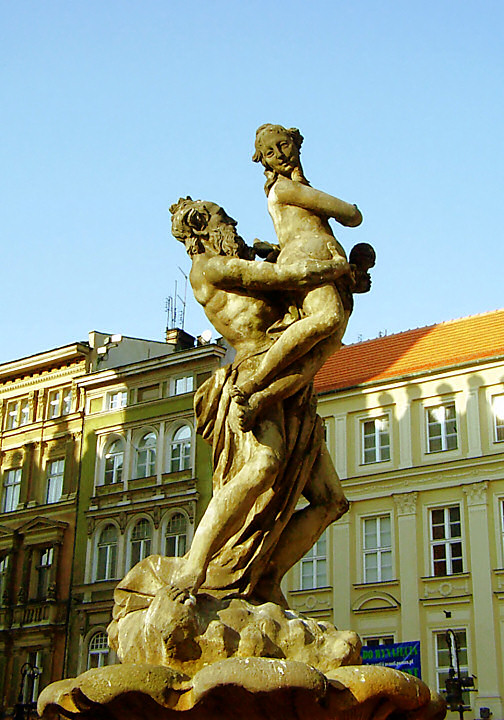
Аид похищает Персефону, фонтан в Познани

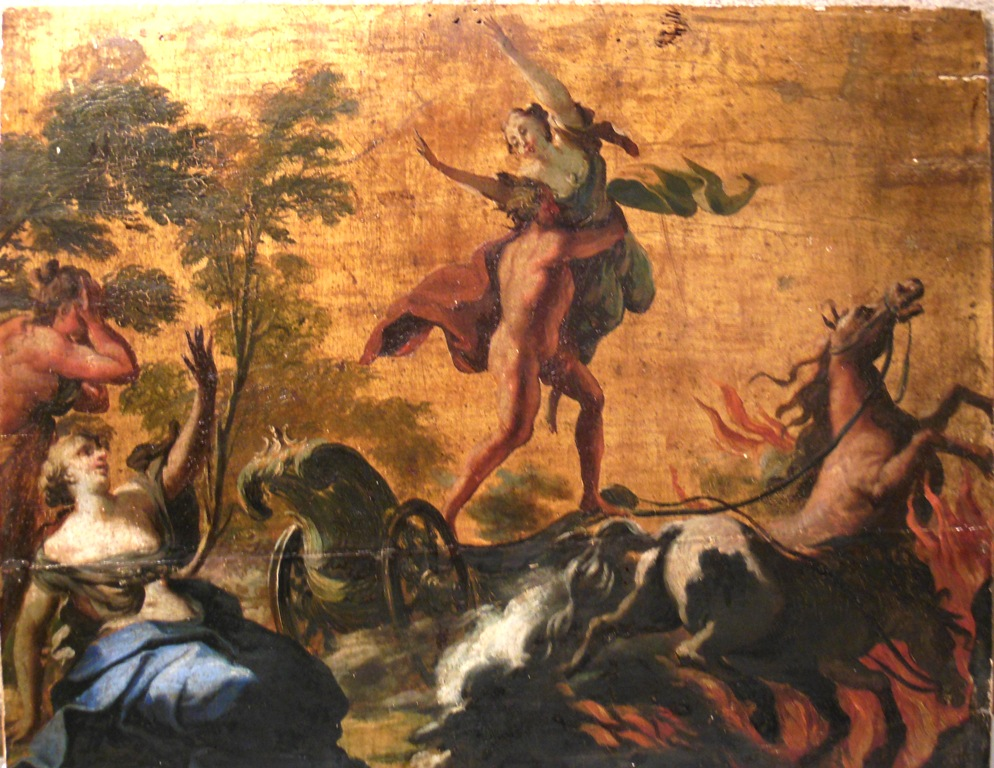
Гадес похищает Персефону. Художник неизвестен, XVIII век.

Мрачный Аид — олимпийский бог, хотя и находился постоянно в своих подземных владениях. Поднимался наверх он только по делам или же когда не мог побороть в себе очередное любовное увлечение. Аид царствовал вместе с супругой Персефоной (дочерью Зевса и Деметры), которую похитил, когда она собирала на лугу цветы. Похищая Персефону, он появился на запряжённой четвёркой лошадей колеснице. Миф этот у Гомера не упоминается и локализовался в различных местах древнего мира, особенно в Элевсине и на острове Сицилия, где, как считалось, и произошло похищение.
Мать Персефоны Деметра, богиня плодородия земли, в горестных поисках дочери забыла о своих обязанностях, и землю охватил голод. Зевс приказал возвратить Персефону матери. Однако Аид заставил её проглотить несколько зёрен граната, и дочь Деметры уже не могла окончательно покинуть подземное царство; она только часть года проводит с матерью на земле, а остальное время царствует в подземном мире. Зевс решил, что Персефона две трети года будет проводить на земле с матерью и одну треть — с Аидом.
В поздних версиях мифов у Аида и Персефоны нет детей. В более ранних у Персефоны был сын от Аида по имени Загрей.

### Прочие
Геракл
Аид сражался на стороне жителей Пилоса и их царя Нелея, но был ранен Гераклом (слово Пилос созвучно «вратам»). За это в Пилосе поклонялись Аиду, там был его храм. По описанию «Илиады», Геракл ранил Аида в плечо, бог должен был покинуть своё царство и отправиться для врачевания раны на Олимп к врачу богов Пэону.
Существует мнение, что это место из «Илиады» относится к другому мифологическому эпизоду: Геракл сразился с ним у врат преисподней, когда отправился похитить для Еврисфея из царства мёртвых стража Аида — адского пса Цербера.
Тесей и Пирифой
Пирифой, в ответ на помощь в похищении Елены, попросил Тесея помочь похитить жену Аида Персефону, чтобы жениться на ней самому. Герои спустились в царство мёртвых и потребовали от Аида отдать Персефону. Аид не показал гнева, но предложил героям присесть на трон у входа в царство. Оказавшись на троне, они тут же приросли к нему (по другой версии — их опутали змеи). Тесею удалось освободиться, когда к Аиду спустился Геракл, а Пирифой навсегда остался в царстве мёртвых, наказанный за своё нечестивое желание.
Сизиф
Аид никому из своих подданных не разрешал покидать его царство, однако он был обманут хитрецом Сизифом, ускользнувшим однажды из царства мёртвых.
Орфей и Эвридика
Аид упоминается в сказаниях об Орфее, спустившемся в его царство за своей умершей женой Эвридикой. Орфей очаровал своим пением и игрой на лире Аида и Персефону, и они согласились отпустить Эвридику. Однако, выводя её из царства мёртвых, Орфей по пути оглянулся на неё, чем нарушил поставленное ему богами условие, и Эвридика навсегда осталась там.
Асклепий
Когда Асклепий достиг такого мастерства в искусстве врачевания, что начал оживлять людей, отнимая у Аида его новых подданных, уязвлённый Аид заставил Зевса убить Асклепия молнией.

## Окружение Аида
- Аскалаф — садовник Аида.
- Ахеронт.

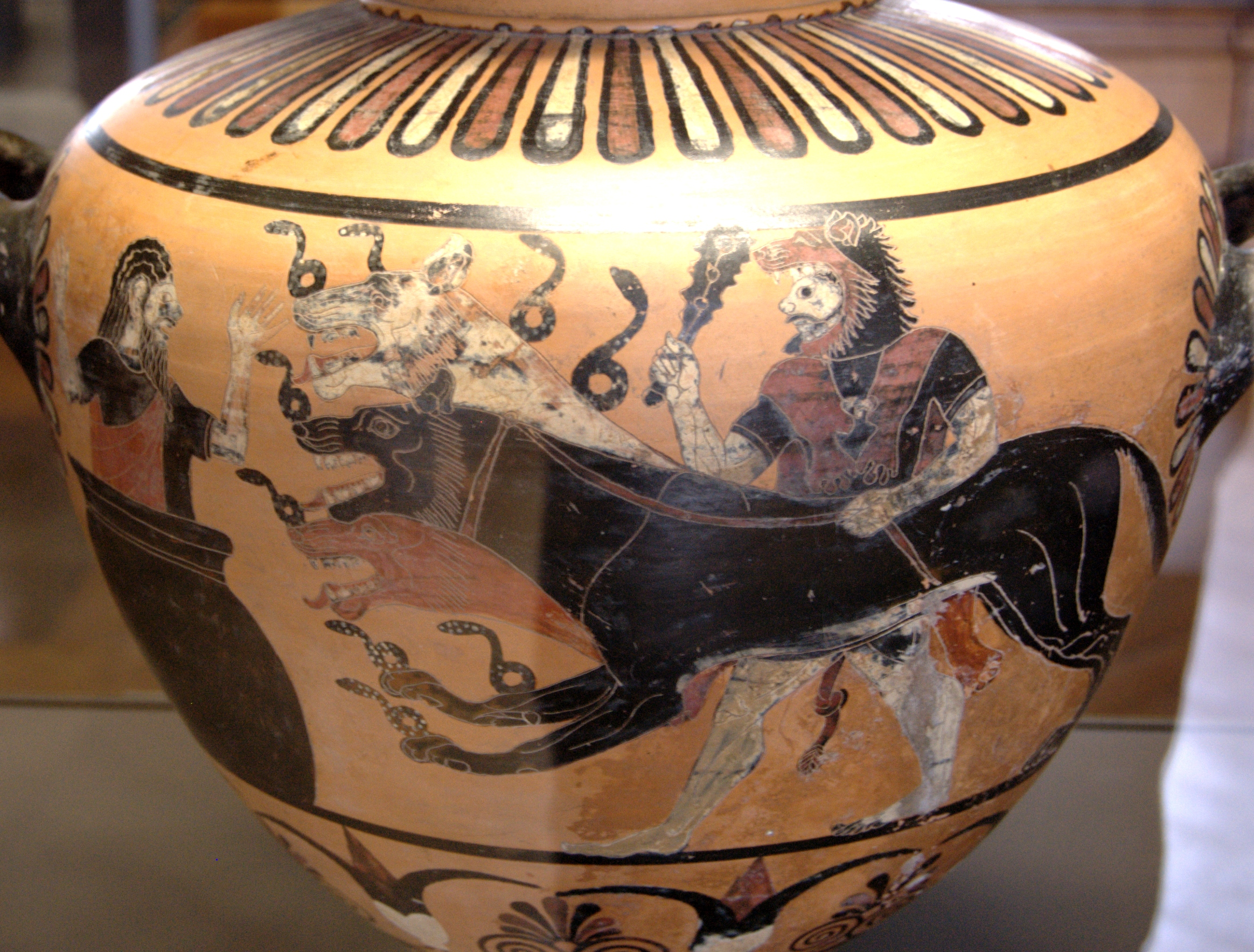
Геракл облачённый в львиную шкуру, совершив 11-й подвиг, приводит трёхглавого пса Цербера к царю Арголиды Еврисфею, который от страха спрятался в кувшине. Чернофигурная вазопись

- Гелло — некое чудовище, живущее в подземном мире[17].
- Гидра — с 50 пастями, сторожит порог Тартара в Асфоделе[18].
- Горгира — мать Аскалафа[19].
- Евклей (Эвклей). На орфических золотых пластинках имя некоего подземного бога[20].
- Еврином. Согласно эксегетам в Дельфах, демон в Аиде, пожирает мясо умерших, оставляя им одни кости. Ни «Одиссея», ни «Миниада», ни «Возвращения» в рассказе об Аиде не упоминают его. Изображён на картине Полигнота в Дельфах[21].
- Кампе — чудовище, страж циклопов в Тартаре. Убита Зевсом[22][23][24].
- Цербер — трёхглавый пес, на шее которого находятся змеи. Сторожит выход, не позволяя умершим возвращаться в мир живых.
- Левка.
- Минфа.
- Оркус — божество[25], порождено Эридой. Наказывает лгущих при клятве[26][27]. На пятый день месяца Эринии пестуют его[28]. Орк — также эпитет самого Аида.
- Орфна — нимфа из Аверна, родившая Ахеронту сына Аскалафа[29].
- Харон — перевозчик душ умерших.
- Эмпуса.
- Танатос — бог Смерти.
- Макария — богиня Блаженной Смерти, дочь Аида и Персефоны, согласно Суде.
- Минос и Радамант — судьи, сидят у трона Аида.
- Гипнос — бог Сна.

## Топография подземного мира

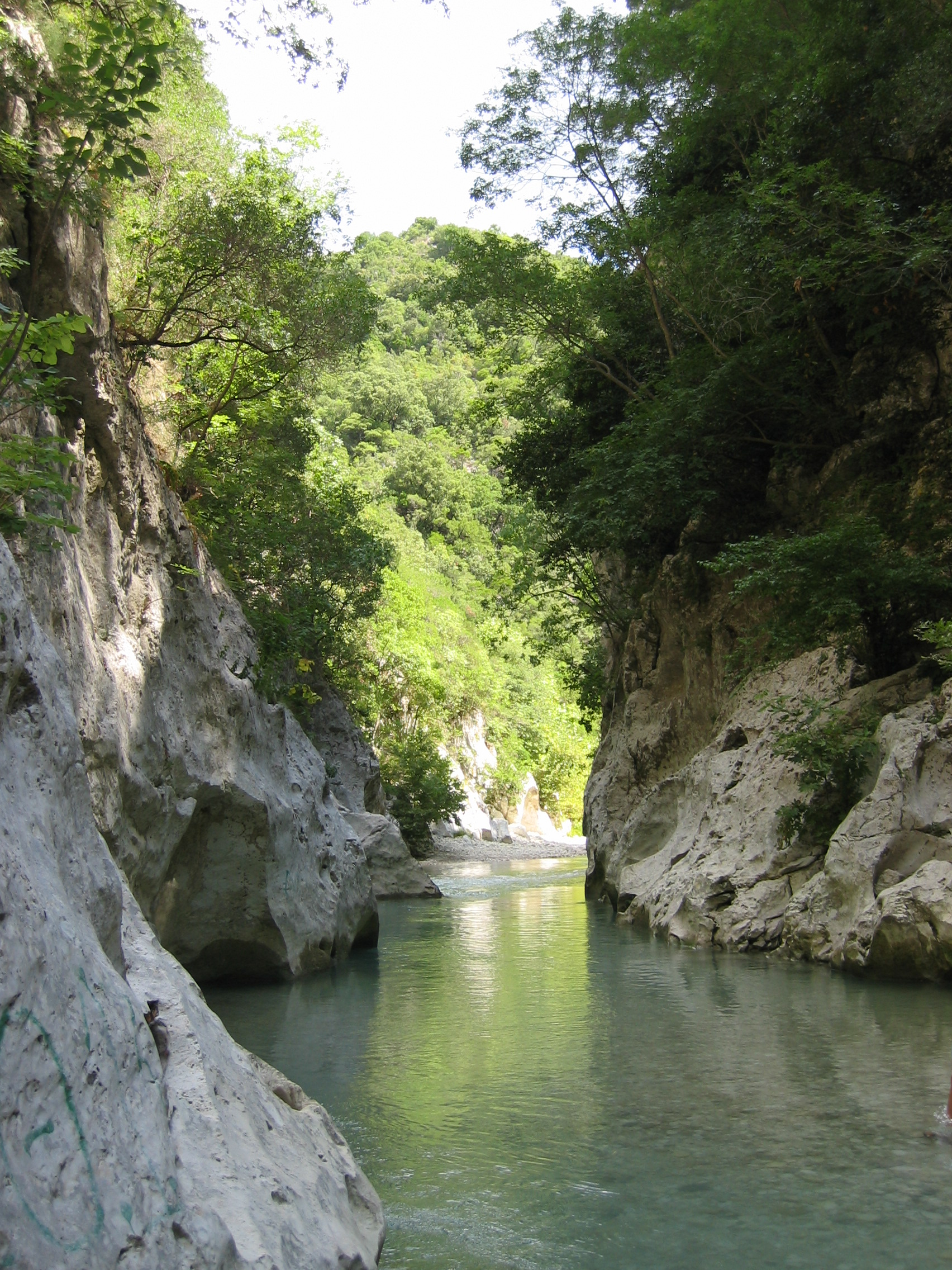
Река Ахеронт

- Амелет. Река в Аиде[30]. Есть выражение «в страну Амелета»[31].
- Амсанкт. Озеро, где находился вход в преисподнюю[32].
- Ахеронт.
- Кокит (Коцит, «река воплей»)[33]. Река в Аиде[34]. Соответствует земле и западу[35].
- Лета.
- Океан. Одна из четырёх рек Аида. Соответствует воде и северу[35].
- Пирифлегетон («пылающий огнём»). Река в Аиде[36]. Поток в Италии[37]. Соответствует огню и востоку[35].
- Стигийские болота. См. Стикс.
- Стикс.
- Флегетон. Река в Аиде[38]. Персонифицируется[39].

## Этимология имени и эпитеты
Аид в значении «имя бога», видимо, является вторичным по отношению к значению «название мира мёртвых». Слово др.-греч. Ἀΐδης обычно этимологизируется из *smu-id «свидание, встреча (с предками)». Также слово Аид возводится к греческому слову «невидимый» (Ἀϊδωνεύς (Aidoneús)). Сравнивают также образ шлема Аида как шапки-невидимки и отсутствие изображений Аида в древнегреческом искусстве.
- Агесилай («Водитель народа»). Эпитет Аида[42].
- Адмет («Неодолимый»). Эпитет Аида[43].
- Аидоней. Имя Аида[44].
- Евбулей. Эпитет Аида[45].
- Келеней. Эпитет Аида (?)[46].
- Климен[47]. Одно из имён Аида[48].
- Плутон. Имя Аида[49]. Статуя рядом с Эриниями[50]. Ему посвящён XVIII орфический гимн.
- Полидект (Полидегмон)[51]. Эпитет Аида[52].
- Скотий («Тёмный»). Эпитет Аида[53].
- Хрисений («Правящий золотыми вожжами»). Эпитет Аиду в гимне Пиндара[54].
- Зевс Хтоний (греч. χθόνιος (hthónios) «земной, подземный»)[55], или же это ипостась Зевса.

## Культ

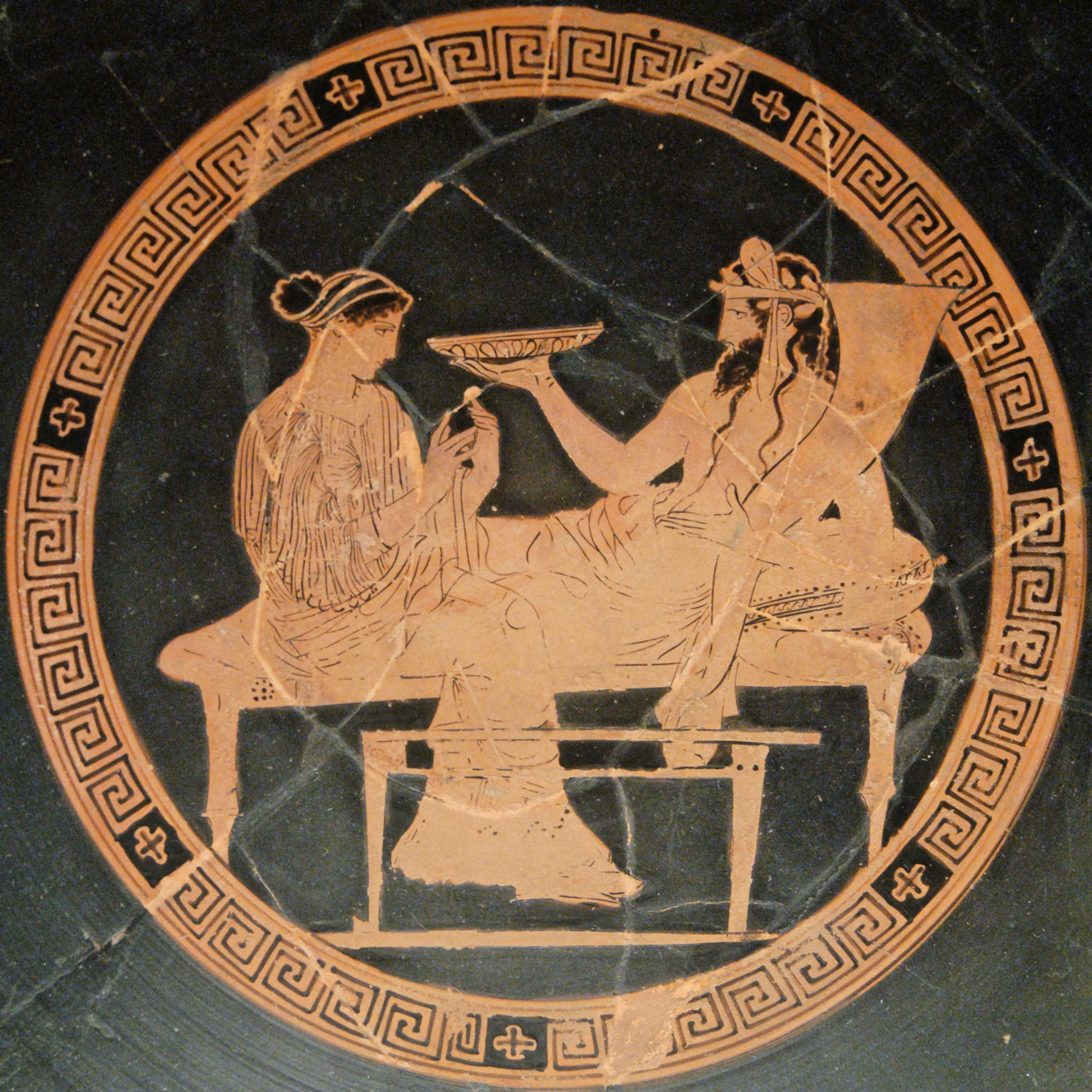
Аид и Персефона. Краснофигурная вазопись. Британский музей.

### Культ Аида в Греции
Культ Аида встречался в Греции нечасто. Согласно Павсанию, Аида нигде не почитали, кроме Элиды, где раз в год открывался храм бога (подобно тому, как люди только раз спускаются в царство мёртвых), куда разрешалось входить только священнослужителям.
Во всех других случаях культ Аида соединён с культом других хтонических божеств, причём Аид является более в качестве подателя благ земных, чем в смысле страшного бога смерти. Места почитания Аида находились обыкновенно близ глубоких пещер, расщелин в земле и т. п., в которых суеверие видело «входы в подземное царство». В жертву Аиду приносили обыкновенно чёрный скот, чёрных быков.

### Культ Плутона в Риме
Национальный римский бог смерти и подземного царства был Орк, в общем, подобный Плутону. Греческое название Pluto распространилось у римлян сравнительно поздно; по крайней мере Деций Мус, обрекая себя в жертву подземным богам, не произносит, у Ливия, имени Плутона.

## В культуре

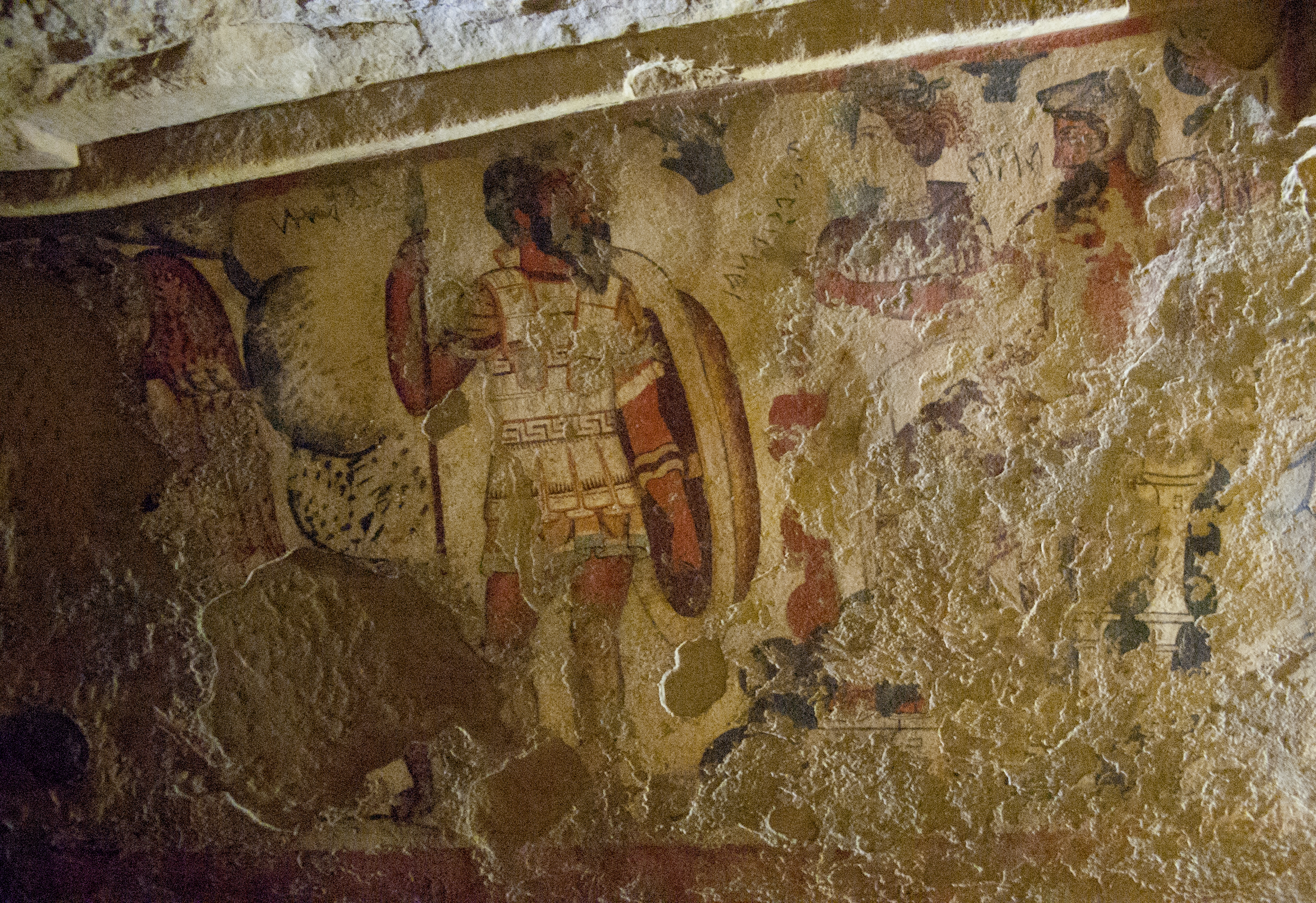
Аид и Персефона на фреске из Тарквинии, IV век до н. э.

Изображения Аида сравнительно редки; большая их часть относится к позднейшему времени. Он изображается сходно с Зевсом — могучим, зрелым мужем, восседающим на троне, с двузубцем или жезлом в руке, иногда с рогом изобилия, иногда рядом с ним Персефона. У ног Аида обычно лежит Цербер (на одной статуе Цербер сидит). Аид — действующее лицо комедии Аристофана «Лягушки». Поздняя античная литература (Лукиан) создала пародийно-гротескное представление о нём.
- Аид появился как один из главных героев в фильмах «Битва титанов» и «Гнев титанов».
- Аид является главным злодеем в полнометражном мультфильме «Геркулес», а также в мультсериале «Геркулес».
- Аид появляется как второстепенный персонаж в мультфильме «Иван Царевич и Серый Волк 5».
- Аид появляется в аниме-сериалах Kamigami no Asobi, Saint Seiya, Fairy Tail и Record of Ragnarok.
- Аид появляется в анимационных-сериалах Кровь Зевса и Чудо-женщина.

В компьютерных играх
- В честь Аида назван эпизод «Пытка Аида» в компьютерной игре Assassin’s Creed Odyssey. Греческий бог присутствует в нём в качестве антагониста[56][57][58][59][60].
- Аид — один из девяти главных богов в игре Age of Mythology. Он является богом тьмы и способен вызывать тени умерших воинов из ада[61].
- Аид — один из персонажей серии игр God of War, выступает в роли босса в God of War 3.
- Аид — один из персонажей игры Hades, отец главного героя.
- Аид — один из персонажей игры SMITE.
- Аид — один из персонажей серии игр Titan Quest: Immortal Throne, финальный босс.
- Аид — один из персонажей игры Kamigami no Asobi.